# Cantollano
Cantollano är en ort i Mexiko.   Den ligger i kommunen Ixhuatlán de Madero och delstaten Veracruz, i den sydöstra delen av landet, 180 km nordost om huvudstaden Mexico City. Cantollano ligger 298 meter över havet och antalet invånare är 331.
Terrängen runt Cantollano är lite kuperad. Runt Cantollano är det ganska tätbefolkat, med 96 invånare per kvadratkilometer. Närmaste större samhälle är Tlachichilco, 19,0 km väster om Cantollano. Omgivningarna runt Cantollano är en mosaik av jordbruksmark och naturlig växtlighet.